# サーピィ郡 (ネブラスカ州)
座標: 北緯41度11分 西経96度11分 / 北緯41.183度 西経96.183度
サーピィ郡（英: Sarpy County）は、アメリカ合衆国のネブラスカ州にある郡。人口は19万0604人（2020年）で、州内で3番目に多い。郡庁所在地はパピリオン（Papillion）である。オマハ都市圏を構成する州内の5つの郡のひとつ。
2002年まで、ネブラスカ州のナンバープレートでサーピィ郡の車両は最初の数字が59になっていた。これは1922年にナンバープレートの制度を確立した際、サーピィ郡の車両登録台数が州内の郡のなかで59番目に多かったためだが、2002年に同じく郡内に大都市を抱えるダグラス郡、ランカスター郡と共に廃止した。

## 歴史
1805年にルイス・クラーク探検隊がこの地を探検したことでこの地域には毛皮商や渡り者、農民、さらには実業家までもが移り住み、サーピィ郡はネブラスカ州の開拓と発展の出発点になった。
サーピィ郡は1840年にベルビュー付近にフォンテネールズ交易所を置いて毛皮貿易を行ったピーター・サーピィ大佐にちなんで名付けられた。サーピィは1865年にネブラスカ準州のプラッツマウスで死んだ。
サーピィ郡にはネブラスカ州最初の開拓地があったが、そこは法律上では単なる川沿いの田舎の土地とされ、1857年2月1日にやっと開拓地と認められた。

## 地理
アメリカ合衆国国勢調査局によると、この郡は総面積640 km2 (247 mi2) である。このうち623 km2 (241 mi2)が陸地で、18 km2 (7 mi2) が川や湖などの水地域である。総面積のうちの2.73%が水地域となっている。また、この郡はネブラスカ州のなかで最も小さな郡である。

### 隣接する郡
- ダグラス郡（北）
- ポタワタミー郡（北東）
- ミルズ郡 (アイオワ州)（南東）
- カス郡（南）
- ソーンダース郡（西）

## 人口動静

2000年国勢調査時の郡の人口ピラミッド

2000年国勢調査によると、サーピィ郡には122,595人、43,426世帯、及び33,220家族が暮らしている。人口密度は197/km2 (510/mi2) で、72/km2 (187/mi2) の平均的な密度に44,981軒の住居が建っている。この郡の人種の構成は白人89.18%、黒人（アフリカ系アメリカ人）4.36%、先住民0.42%、アジア系1.90%、太平洋諸島系0.09%、その他の人種1.86%、および混血2.20%で、4.37%の人々がヒスパニックまたはラテン系である。
サーピィ郡に住む43,426世帯のうち、43.00%は18歳未満の子どもと暮らしており、63.80%は夫婦で生活している。9.60%は未婚の女性が世帯主であり、23.50%は家族以外の住人と同居している。18.40%は独居で、全世帯の4.70%は65歳以上の独居老人世帯である。1世帯あたりの平均人数は2.79人であり、家庭の場合は3.21人である。
郡の住民は30.50%が18歳未満の子どもで、18歳以上24歳以下が9.40%、25歳以上44歳以下が33.80%、45歳以上64歳以下が19.70%、および65歳以上が6.60%となっている。平均年齢は32歳である。女性100人に対して男性は98.80人いて、18歳以上の女性100人に対しては男性は96.20人いる。
郡の世帯ごとの平均収入は53,804米ドルで、家族ごとでは59,723米ドルである。男性の37,230米ドルに対して女性は26,816米ドルの平均的な収入がある。この郡の一人当たりの収入 (per capita income) は21,985米ドルである。総人口の4.20%、家族の3.10%は貧困線以下である。18歳未満の子どもの5.30%及び65歳以上の3.30%は貧困線以下の生活を送っている。

## 保安
サーピィ郡の保安官事務所は、郡内の非法人地域での法律の施行において責任を伴う。契約関係は、前述の集落にグレトナとスプリングフィールドの二都市を加えた地域で責任を伴う。ベルビュー、ラヴィスタ、パピリオンの各都市は独自に警察組織を持っていて、これらの都市での法律の施行においては主に各々の警察に責任が伴う。また、バックアップサポートが必要な場合は警察組織を持っている三つの都市においても保安官事務所に二義的責任が伴う。
保安官のオフィスと拘置所の機能は、パピリオンの郡庁舎内の1989年に設立された郡の法施行センターにある。ベルビューとラヴィスタの警察は独自に留置所を持っている。郡の拘置所は最大で148人を収容できるが、最近はほとんど満杯状態になっている。そこで郡は拘置所の収容人数を125人分増やす計画を立てたが、法執行センターはそのようにしなかった。その代わり、比較的罪の軽い抑留者をダグラス郡のセント・ガブリエルズ・アルコール・アンド・ドラッグ治療センターに移送した。

## 都市および国勢調査指定地域
- ベルビュー
- パピリオン (en:Papillion, Nebraska)
- チャルコ (en:Chalco, Nebraska) 国勢調査指定地域
- グレトナ (en:Gretna, Nebraska)
- ラヴィスタ (en:La Vista, Nebraska)
- オフトエアフォースベース (en:Offutt Air Force Base) 国勢調査指定地域
- スプリングフィールド (en:Springfield, Nebraska)
- リッチフィールド (Richfield)

## 国勢調査区画
サーピィ郡は、国勢調査時にはベルビュー市 (City of Belluvue) のほかに地域が以下のように区分けされる。
- ベルビュー市 (City of Bellevue)
- ベルビューセカンド第一 (Bellevue Second I)
- ベルビューセカンド第二 (Bellevue Second II)
- ベルビューセカンド第三 (Bellevue Second III)
- ベルビューセカンド第四 (Bellevue Second IV)
- フェアビュー (Fairview)
- フォレストシティ第一 (Forest City No. 1)
- フォレストシティ第二 (Forest City No. 2)
- ギルモア第一 (Gilmore I)
- ギルモア第二 (Gilmore II)
- ハイランド第一 (Highland I)
- ハイランド第二 (Highland II)
- ラプラット第一 (LaPlatte I)
- ラプラット第二 (LaPlatte II)
- ラヴィスタ (La Vista)
- メリア＝フォレストシティ (Melia-Forest City)
- パピリオン (Papillion)
- パピリオンセカンド第一 (Papillion Second I)
- パピリオンセカンド第二 (Papillion Second II)
- プラットフォード＝スプリングフィールド第一 (Platford-Springfield I)
- プラットフォード＝スプリングフィールド第二 (Platford-Springfield II)
- リッチランド第一 (Richland I)
- リッチランド第二 (Richland II)
- リッチランド第三 (Richland III)
- リッチランド第四 (Richland IV)
- リッチランド第五 (Richland V)
- リッチランド第六 (Richland VI)
- リッチランド第七 (Richland VII)
- リッチランド第八 (Richland VIII)
- スプリングフィールド (Springfield)